# Der magische Weihnachtsschmuck
Der magische Weihnachtsschmuck (Originaltitel: Magical Christmas Ornaments) ist ein US-amerikanischer Fernsehfilm von Don McBrearty aus dem Jahr 2017, der am 20. Dezember 2018 bei Disney Channel in Deutschland zum ersten Mal gezeigt wurde. Der Film wurde von Hallmark Entertainment für die Reihe der Hallmark Movies & Mysteries produziert.

## Handlung
Zum Weihnachtsfest vor vier Jahren hatte sich Maries Freund, für sie völlig unerwartet, von ihr getrennt. Obwohl sie eigentlich eine leidenschaftliche „Weihnachtskönigin“ war, hatte dieses Fest von da ab für sie seinen Reiz verloren. Ihre Mutter schickt ihr in diesem Jahr vor Weihnachten jeden Tag ein Paket mit altem Weihnachtsschmuck der Familie. Sie meint, mit jedem dieser Stücke kommt auch eine alte und schöne Erinnerung für Marie zurück und so könne sie vielleicht ihre Weihnachtsfreude wiederfinden. Als erstes schickt sie ihr einen kleinen Engel, der ihr helfen soll ihre Wünsche zu erfüllen. Da Marie keinen Baum in ihrer Wohnung hat, stellt sie den Engel in ein Regal. Am nächsten Tag hat sie das Gefühl, dass der Engel ihr schon einen ersten Wunsch erfüllt hat, denn ihr Chef hat einen Vorschlag von ihr problemlos akzeptiert. Außerdem kommt sie immer öfter mit ihrem netten Nachbarn Nate ins Gespräch, der ihr umgehend einen Weihnachtsbaum schenkt, als er erfährt, dass sie noch keinen hat. Er hilft ihr sogar beim Schmücken und dabei haben die beiden viel Zeit miteinander zu reden. Marie ist drauf und dran, sich in den Nate zu verlieben. Doch nun taucht plötzlich der Mann wieder auf, der ihr vor vier Jahren das Herz gebrochen hat. Clark Hausman ist Englisch-Professor und hat gerade seinen ersten Roman geschrieben, den Marie als Lektorin „begutachten“ soll. Marie ist mittlerweile davon überzeugt, dass der Weihnachtsschmuck, den ihr ihre Mutter schickt, tatsächlich magische Kräfte haben muss, denn mit jedem neuen Teil passierte stets etwas, was ihr der Schmuck in einer gewissen Weise symbolisch vorhersagt. So hatte sie sich gerade mit Nate zum Eislaufen verabredet, da schickt ihr ihre Mutter Schlittschuh als Baumanhänger. Kurz bevor Clark auftauchte, war es ein Leuchtturm, zu dem sie damals mit Clark oft einen Ausflug gemacht hatte. Als der Leuchtturmanhänger am nächsten Tag vom Baum abgerutscht ist und am Boden liegt, wirft Marie ihn in eine Kiste und meint: Kapitel beendet. Auch wenn sie Clark berufsbedingt fast täglich trifft und er ihr mehr oder weniger signalisiert wieder da anfangen zu wollen, wo er vor vier Jahren aufgehört hätte, bleibt Marie von ihm enttäuscht. Sie macht ihm verständlich, dass sie an einer Wiederaufnahme ihrer Beziehung nicht interessiert ist. Allerdings ist sie sich auch nicht sicher, ob sie sich auf Nate einlassen soll. Die Angst, erneut verletzt zu werden, sitzt noch immer tief. Doch da gibt ihr das Universum wieder einen magischen Schubs: Nate berichtet ihr, dass er über Weihnachten zu seinen Eltern nach Los Angeles fliegen will und die weiße Weihnacht von New York gegen den weißen Strand eintauschen will, weil er ein wenig Heimweh nach dem Leuchtturm der Insel hat, wo er aufgewachsen ist. Marie eilt in ihre Wohnung, holt den kleinen Leuchtturm aus dem Karton und hängt ihn schnell wieder an den Baum. Sie bittet ihn noch einen Zauber für sie übrig zu haben und schreibt Nate einen Brief, den sie an seine Tür steckt. Während sich Marie auf einer Weihnachtsfeier für Kinder engagiert, kommt plötzlich Nate zur Tür herein und so gibt es für die zwei nicht nur ein gemeinsames Weihnachtsfest, sondern auch ein Happy End.

## Kritik
Die Kritiker der Fernsehzeitschrift TV Spielfilm meinten nur: „Echte Magie ist hier leider nicht im Spiel.“
Filmdienst.de beurteilte den Film als eine „Überraschungslose romantische Komödie mit viel Kitsch und wirklichkeitsfernen Lösungen“. Weiter heißt es die „fehlende Chemie zwischen den Darstellern“ torpediere „jeden Ansatz von Unterhaltung“.
Bei Rotten Tomatoes fand der Film nur 30 Prozent Zustimmung.